# Das arme Land Tirol

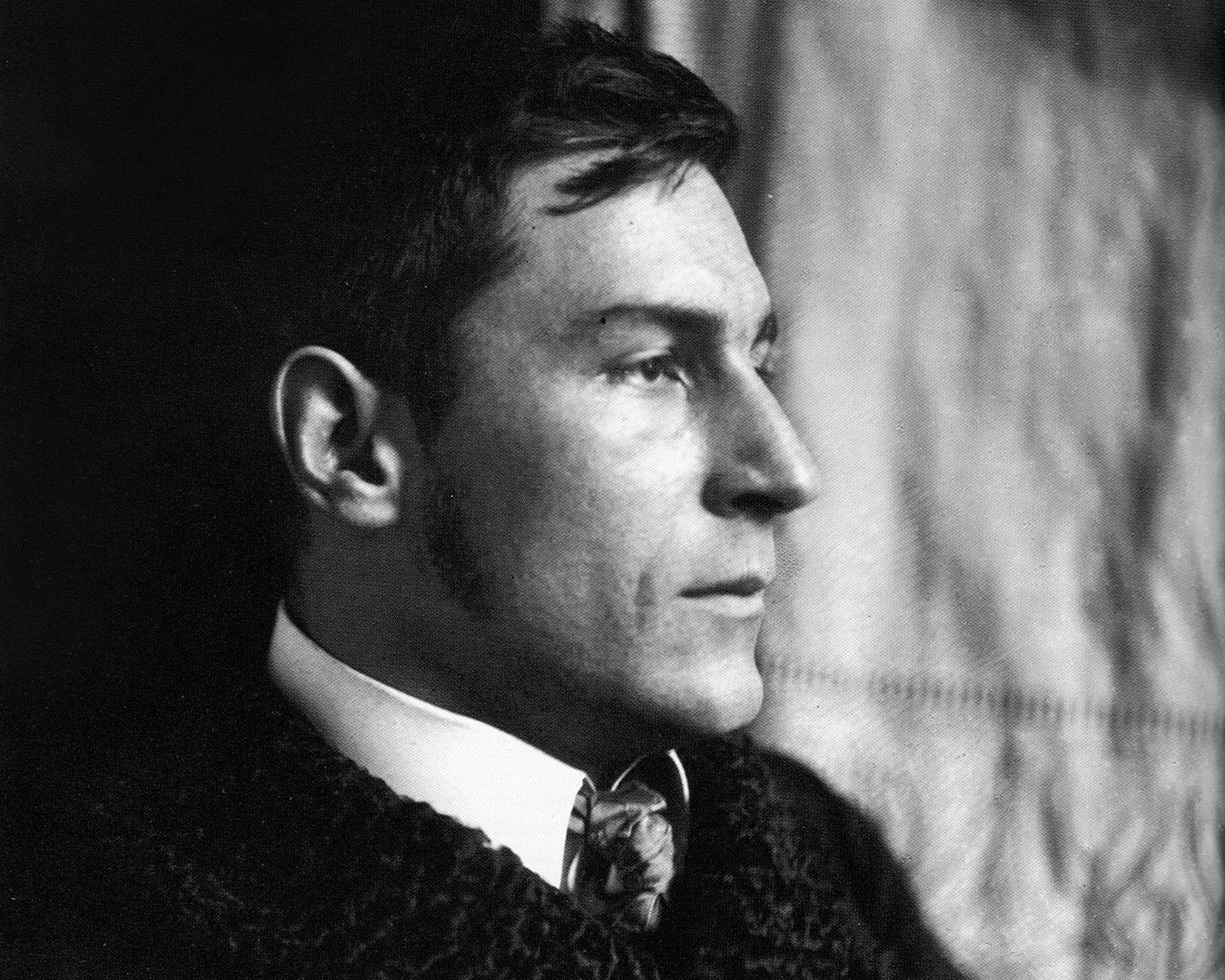
Franz Marc (1913)

Das arme Land Tirol ist der Titel eines Gemäldes des expressionistischen Malers Franz Marc aus dem Jahr 1913. Es nimmt im Spätwerk des Künstlers eine Sonderstellung ein und befindet sich heute im Solomon R. Guggenheim Museum in New York.

## Entstehung
Der Ursprung des Gemäldes geht auf eine Südtirol-Reise des Malers und seiner Lebensgefährtin und späteren Ehefrau Maria Franck im Frühjahr 1913 zurück. Ihre Eltern hatten das Paar nach Meran im damals noch habsburgischen Südtirol eingeladen. Ihr Vater Philipp Franck war an einer Herzmuskelschwäche erkrankt und hielt sich dort in einem Sanatorium auf. Den einwöchigen Aufenthalt Ende März nutzte das Paar zu ausgedehnten Wanderungen und Besichtigungen. Marc hielt seine Eindrücke von der Landschaften, den Bau- und Kunstwerken der Gegend in einem Skizzenbuch fest. Im April und Mai 1913 entstanden offenbar als Nachwirkung der Reise die Gemälde Bison im Winter, Die Weltenkuh, Das lange gelbe Pferd, Tirol und Das arme Land Tirol. Von den Vorarbeiten ist eine kleinformatige, in Mischtechnik auf Papier gemalte Skizze erhalten geblieben, die bereits alle wesentlichen Bildelemente enthält.

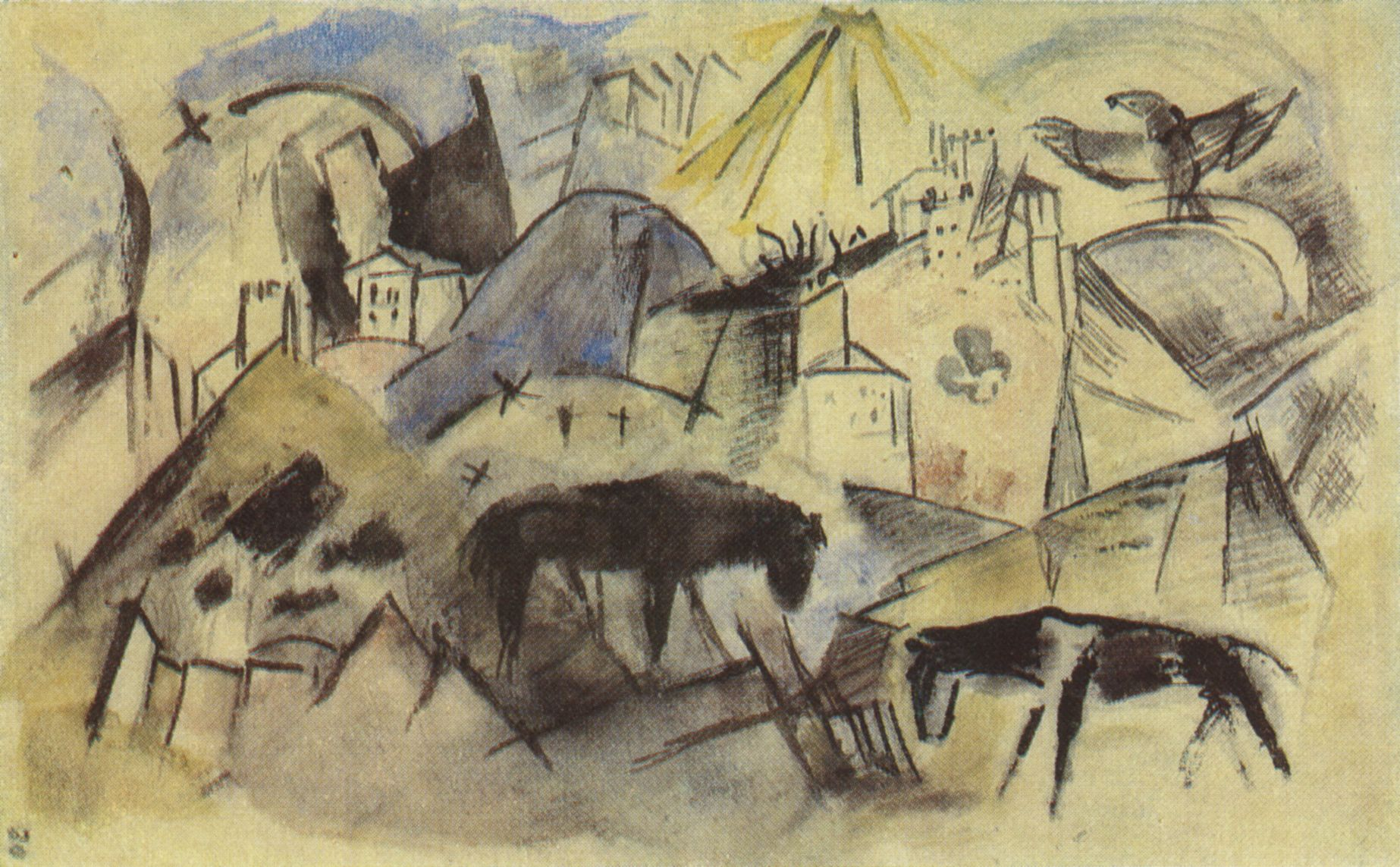
Skizze Das arme Land Tirol (1913)

## Bildanalyse
Das Gemälde ragt hinsichtlich Motiv, Technik und Atmosphäre aus den Schöpfungen von Franz Marc zwischen 1911 und 1913 deutlich heraus. Im Gegensatz zu den meisten Werken aus dieser Zeit handelt es sich hier nicht um eine Tierdarstellung, sondern um ein Landschaftsbild. Zwischen kegelförmig hoch aufragenden Bergen, hinter denen am oberen Bildrand ein Abend- oder Morgenrot zu sehen ist, liegen hingestreut Häuser, Burgen und Grabkreuze als einzige Zeichen von menschlicher Präsenz. Auch die spärliche Pflanzenwelt ist auf abgestorbene Bäume reduziert. Zu den wenigen Lebewesen auf dem Bild zählen der Adler und die beiden abgemagerten dunklen Pferde im Vordergrund, die mit den kraftstrotzenden und hellfarbigen Rössern aus den vorausgegangenen Werken des Malers wenig gemeinsam haben. Die drei Tiere sind allerdings kein Teil der Landschaft, vielmehr kommt ihnen ein symbolhafter Charakter zu.

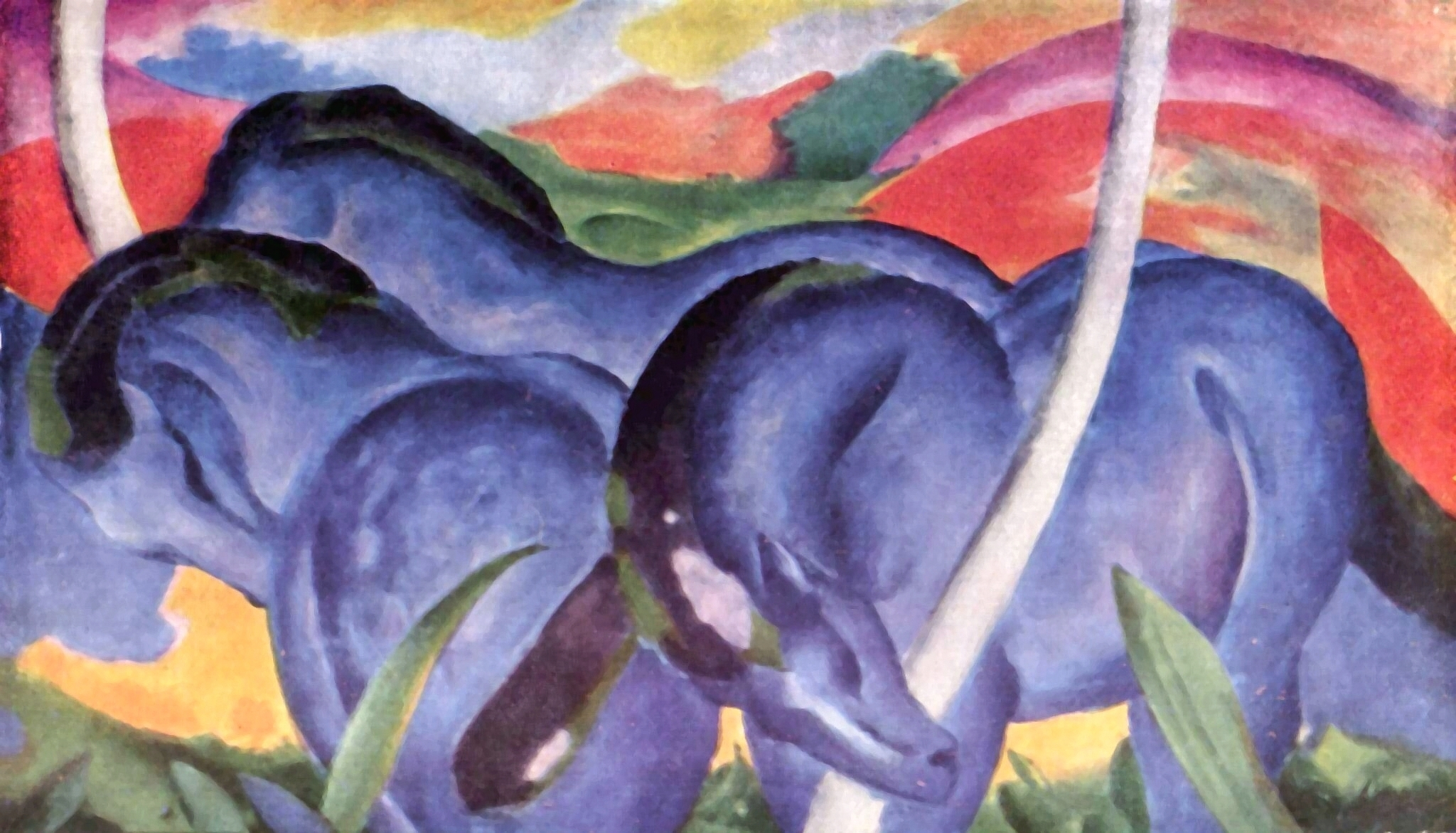
Franz Marc: Die großen blauen Pferde (1911)

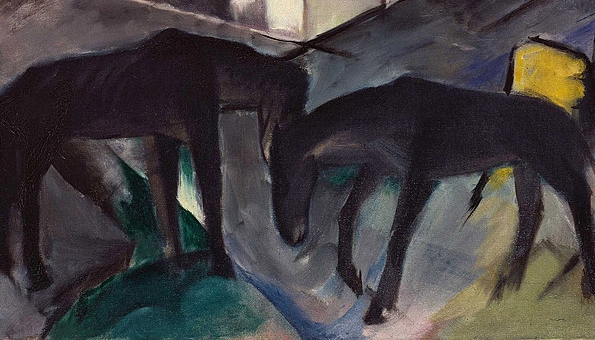
Ausschnitt aus Das arme Land Tirol

Das Gemälde ist in seiner Formensprache sehr innovativ. Den Bildraum mit seinen ungewöhnlich realistischen Versatzstücken teilte Marc in einzelne, teilweise deutlich voneinander abgetrennte Farbflächen auf, die von dunklen Grau-, Grün-, Blau- und Purpurtönen beherrscht werden. Nach Marcs eigener Farbenlehre vermittelt die Mischung aus Blau und Rot tiefe Trauer und muss mit der Farbe Gelb gemildert werden, die sich im Bild allerdings nur in gebrochenen Tönen findet. Lediglich Rot, nach Marc die Farbe der Materie, brutal und schwer, tritt an wenigen Stellen in Reinform auf. Die strahlende prismatische Farbigkeit, die Marcs Gemälde bisher bestimmt hat, ist hier verschwunden. Auch die sein Werk kennzeichnenden fließenden runden Formen sind nicht mehr vorhanden. Vielmehr wird die Bildfläche mit scharfen Ecken, Kanten und Spitzen aufgespalten. Insgesamt vermittelt die Zergliederung der Bildfläche zusammen mit der dissonanten Farbgebung eine Stimmung rätselhafter Melancholie und vager Bedrohung.
Auch die konkrete Thematik, auf die Marc mit dem Bildtitel Das arme Land Tirol am linken unteren Bildrand verweist, ist für sein Werk ungewöhnlich. Südtirol gehörte damals ebenso wie das Trentino noch zum Land Tirol und war Teil der k. u. k.-Monarchie Österreich-Ungarn. Tirol war ein rückständiges und verarmtes Land, das durch den Nationalitätenkonflikt mit der italienischsprachigen Bevölkerung in Südtirol und vor allem im Trentino bereits tief gespalten war. Ein österreichisch-ungarisches Grenzschild im unteren linken Teil des Bildes symbolisiert die Grenzkonflikte in dieser Region. Auch der damals ausgetragene Erste Balkankrieg könnte zur Endzeitstimmung des Bildes beigetragen haben. Marc empfand das Unheil eines politisch und gesellschaftlich zerfallenden Kontinents. Aus dieser Sichtweise erklärt sich die düstere Stimmung, der Friedhof und die abgemagerten Pferde.
Marcs Glaube an die Güte der Natur und das regenerative Potenzial der Not und des Unheils kommt in diesem Gemälde dennoch zum Ausdruck. Der Adler in der rechten oberen Bildecke mit seinen weit ausgebreiteten Schwingen und der Regenbogen darüber spiegeln das Versprechen der Erlösung durch den Kampf wider. Marc hoffte wie einige andere seiner Künstlerfreunde auf ein geistig erneuertes, von Kunst und Kultur geprägtes Europa. Dazu musste das alte Europa gereinigt und überwunden werden. Mit dieser Überzeugung ist Marc 1914 auch in den Krieg gezogen. Die Frage, ob in dem Bild eine Vorahnung der nahenden Katastrophe des Ersten Weltkriegs enthalten ist, bleibt aber spekulativ.
Zwei literarische Erfahrungen des Künstlers könnten ebenfalls den Bildinhalt beeinflusst haben. Marc hat zu jener Zeit Gustave Flauberts Novelle Die Legende von Sankt Julian dem Gastfreien gelesen. Dem Schloss der Eltern des Protagonisten entspricht im Bild vielleicht der Gebäudekomplex mit den Türmen. Marc hat sich auch mit Leo Tolstois Erzählung Der Leinwandmesser beschäftigt, in welcher der Ich-Erzähler ein altes sterbendes Pferd ist und seine Lebensgeschichte schildert. Insofern könnten die beiden Pferde im Vordergrund auf symbolhafte Weise alt und lebensmüde sein.

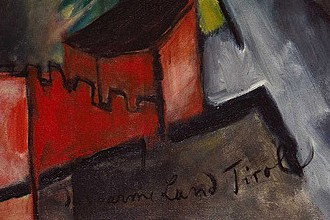
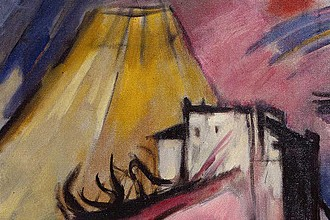
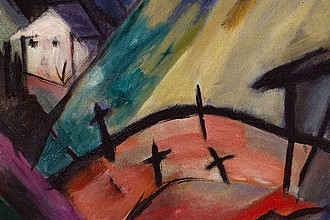
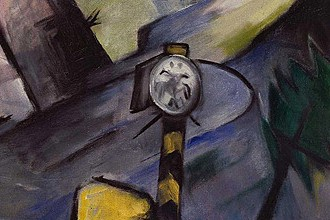
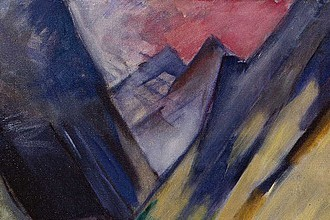
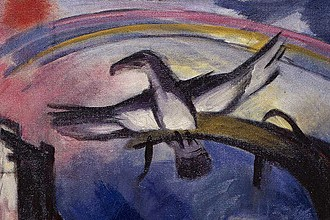

## Provenienz

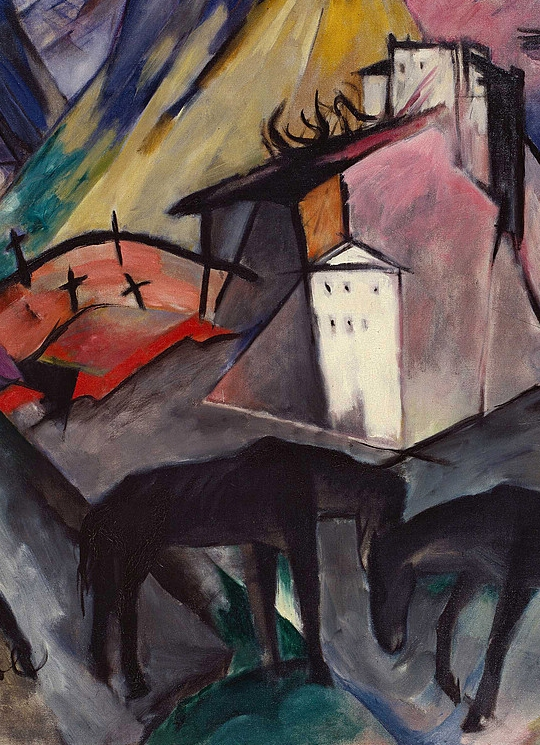
Ausschnitt aus Das arme Land Tirol für das Werbeplakat der Sonderausstellung im Franz Marc Museum 2016

Im Juli 1913 verkaufte Marc einige Bilder aus der Südtirol-Serie an den niederländischen Kunstsammler Willem Wolff Beffie. Ob Das arme Land Tirol darunter war, ist nicht geklärt. Jedenfalls gelangte es spätestens 1916 in den Besitz des Kunstsammlers. Nach 1940 verkaufte es Beffie an die New Yorker Galerie Nierendorf, deren Eigentümer Karl Nierendorf 1936 in die Vereinigten Staaten ausgewandert war und seine Galerie zu einer bekannten Adresse in der Kunstszene gemacht hatte. 1946 erwarb schließlich das Solomon R. Guggenheim Museum das Werk. 2016 wurde das großformatige Bild unter großen Sicherheitsvorkehrungen nach Kochel am See in das Franz Marc Museum verbracht, wo es der Mittelpunkt der Sonderausstellung Franz Marc – Utopie & Apokalypse: Das arme Land Tirol zum 100. Todestag des Künstlers war.